# 龙王乡 (阜南县)
龙王乡，是中华人民共和国安徽省阜阳市阜南县下辖的一个乡镇级行政单位。

## 行政区划
龙王乡下辖以下地区：
龙王村、韩郢村、杨郢村、华楼村、原鹿村、合胜村和槐寨村。